# Pedaal (fiets)

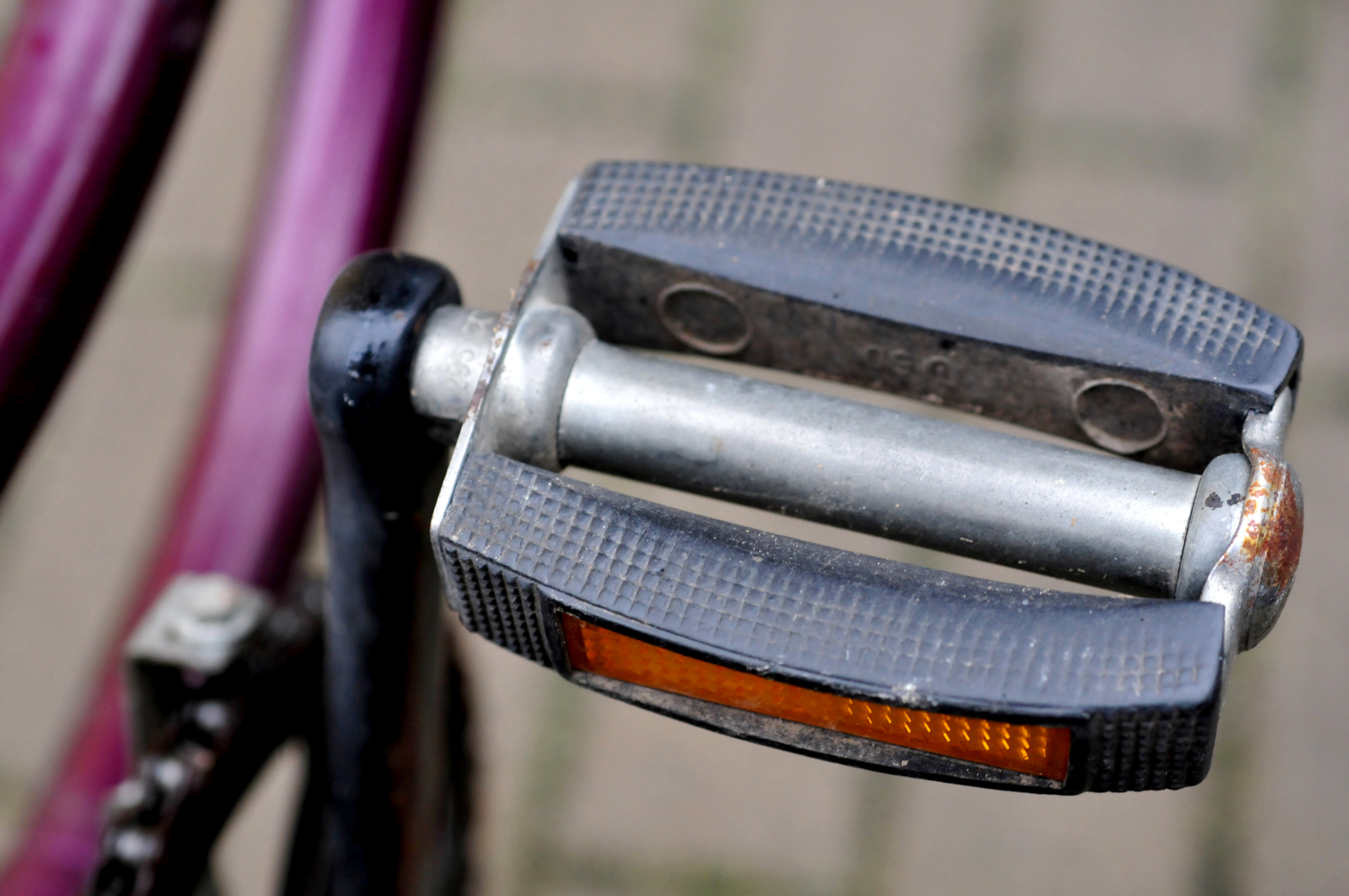
Pedaal van een gewone fiets

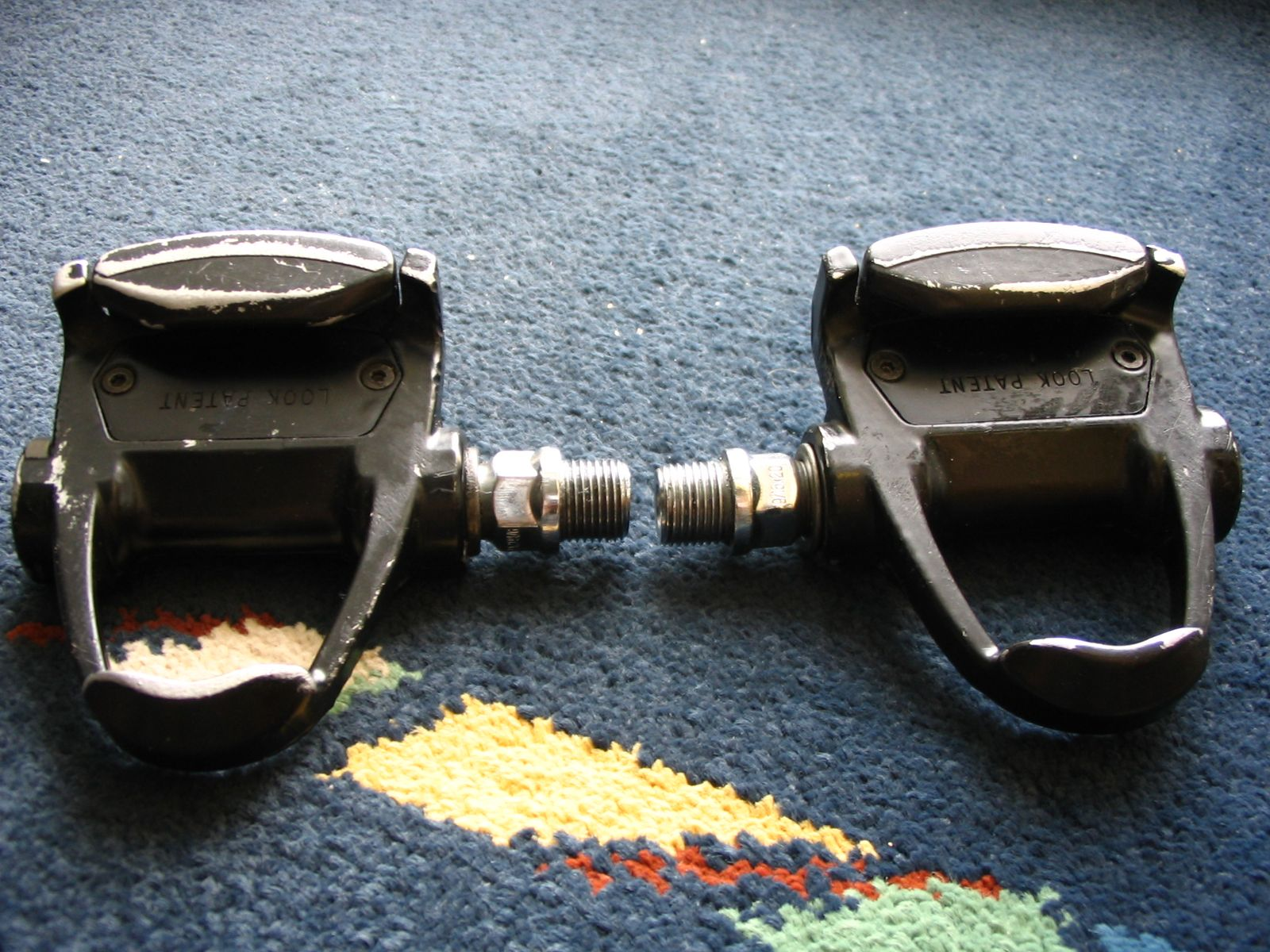
LOOK-pedalen

Een draaiend fietspedaal

Een trapper, of pedaal, is een onderdeel van een fiets waarop de berijder met een van zijn voeten duwt om vooruit te komen.
Trappers bestaan uit een as en een voetsteun die op kogellagers rond de as draait.
Trappers kunnen van kunststof of metaal gemaakt worden, maar altijd met een metalen as.

## Montage
Het linkerpedaal wordt gemonteerd met linkse schroefdraad, om te voorkomen dat het tijdens het fietsen loskomt door mechanische precessie. Het linkerpedaal draait rechtsom ten opzichte van de crank. De neerwaartse kracht van de voet drukt de trapperas tegen de binnenkant van de fitting op een punt dat rechtsom draait (met de klok mee) ten opzichte van de crank. Zodra de trapper een beetje los komt treedt de mechanische precessie in werking. Door een kleine ruimte tussen de trapperas en de fitting en de rechtsom bewegende kracht beweegt de trapperas rechtsom langs de binnenkant van de fitting. Hierdoor gaat de trapperas linksom om zijn as draaien, waardoor hij zichzelf weer vast draait. Dit is eenvoudig na te bootsen door een potlood rechtsom langs de binnenkant van een toiletrol te bewegen. Het potlood zal linksom om zijn as draaien. Een trapper met een rechtse schroefdraad zou langzaam losgedraaid worden. Een linkertrapper draait tijdens het fietsen rechtsom ten opzichte van de crank, maar de wrijving van het kogellager is te verwaarlozen ten opzichte van de kracht van de mechanische precessie. Hierdoor zal de trapper niet losdraaien. Vandaar dat het linkerpedaal een linkse schroefdraad gebruikt, wat betekent dat je bij de montage het linkerpedaal linksom moet vastdraaien.
Omdat het rechterpedaal aan de andere zijde zit, is de draairichting omgekeerd ten opzichte van het linkerpedaal. Voor het rechterpedaal wordt daarom gewone rechtse schroefdraad gebruikt om te voorkomen dat het pedaal los wordt gedraaid tijdens het fietsen.
Bij het monteren kan het best het schroefdraad worden ingevet. Dit voorkomt roest en zorgt ervoor dat ze niet vast komen te zitten. Er zijn drie maten schroefdraad, één kindermaat en twee maten voor volwassenen. De gebruikelijkste maat voor volwassenen is 9/16 inch x 20TPI, dat is 14,28 × 1,27 mm. De Franse maat is metrisch; 14 × 1,25 mm. Doordat deze twee maten zeer dicht bij elkaar liggen zijn ze moeilijk te onderscheiden, ze zijn echter niet verwisselbaar.
De meeste pedalen worden met een steeksleutel gemonteerd. Bij sommige pedalen is een gewone steeksleutel te dik. Bovendien kunnen pedalen erg vast zitten, zodat er veel kracht moet worden gezet. Beide bezwaren zijn op te lossen met een pedaalsleutel, dat is een steeksleutel die platter en langer is dan een gewone steeksleutel. 
Er zijn ook pedalen die met een inbussleutel gemonteerd worden.

## Positionering van de voet
Om efficiënt te kunnen fietsen is het gewenst dat de bal van de voet op het pedaal rust.
Er zijn fietsers die rijden met het pedaal in de holte van de schoen, tussen hak en zool. Dit veroorzaakt minder optimaal gebruik van de beenspieren. Het rijden met toeclips of klikpedalen is een manier om de juiste houding aan te wennen.

## Racefiets
Racefietsen worden met andere pedalen uitgerust dan gewone stadsfietsen.
In het verleden waren de pedalen van metaal en gebruikte men, voor goede grip, een toeclip (teenklem) waarin de punt van de schoen werd gestoken.
Bij nieuwe generaties fietspedalen gebruikt men klikpedalen waar de schoenen aan vastklikken. Hiervoor is het nodig dat een passend metalen plaatje aan de schoenzool wordt gemonteerd. Nadeel daarvan is dat zo'n schoen niet goed geschikt om op te lopen - het plaatje wordt ermee beschadigd. Een klikverbinding kan worden losgemaakt door met de hak van de voet een buitenwaarts draaiende beweging te maken.

## Reflectoren
In Nederland en België is het verplicht dat de pedalen zijn voorzien van gele retroreflectoren. De op- en neergaande pedalen maken een fiets voor het achteropkomende verkeer duidelijk zichtbaar.